# Prince
Prince, pseudonimo di Prince Rogers Nelson (Minneapolis, 7 giugno 1958 – Chanhassen, 21 aprile 2016), è stato un cantautore, polistrumentista e produttore discografico statunitense, popolare soprattutto negli anni ottanta e novanta.
La vena artistica musicale di Prince si sviluppò molto presto e lo portò a dedicarsi a composizione, arrangiamento, produzione, canto ed esecuzione dei suoi lavori spesso in totale autonomia. Il cantante è noto per la sua attività pionieristica sia in campo musicale sia commerciale, essendo stato fra i primi a sfruttare Internet per la promozione e la vendita online sul suo sito web.
Nel 2004 la rivista Rolling Stone lo ha inserito al 27º posto nella lista dei 100 migliori artisti, al 30º in quella dei 100 migliori cantanti di sempre e al 33º in quella dei 100 migliori chitarristi di sempre.
È noto al pubblico con numerosi nomi: oltre a Prince, negli anni l'artista ha utilizzato per motivi contrattuali o artistici varie formule come The Artist, sigle come TAFKAP (ovvero "The Artist Formerly Known As Prince"), o persino un simbolo impronunciabile, incrocio fra il simbolo del maschile e del femminile e noto ai fan come "Love Symbol". Molti anche i soprannomi, i più comuni dei quali sono "genio di Minneapolis" e "folletto di Minneapolis".

## Biografia

### Primi anni
Prince Rogers Nelson nacque a Minneapolis nel 1958, figlio di John Lewis Nelson (1916-2001) e Mattie Della (nata Shaw, 1933-2002). I suoi genitori erano entrambi afroamericani e tutti i suoi antenati della Louisiana. Il padre era un pianista e compositore, sua madre una cantante jazz. Il suo nome deriva dal nome d'arte del padre, per l'appunto Prince Rogers, che suonava in un gruppo jazz chiamato Prince Rogers Trio.
La sorella di Prince, Tika Evene (familiarmente chiamata Tyka), nacque nel 1960. Entrambi i fratelli svilupparono un forte interesse per la musica e questo fu incoraggiato dal padre. Prince scrisse il suo primo brano, Funk Machine, al pianoforte del padre quando aveva solo sette anni. Quando ne aveva dieci, i suoi genitori si separarono. Visse così spostandosi di casa in casa, a volte con il padre e a volte con la madre e il patrigno. Si trasferì poi nella casa dei vicini, la famiglia Anderson, dove fece amicizia con loro figlio André Anderson, che in seguito divenne noto come André Cymone, bassista, compositore e produttore discografico statunitense.
Prince frequentò la Bryant Junior High e la Central High School a Minneapolis, dove giocò a football, baseball e soprattutto basket, militando nella squadra del college Central's Junior e continuando a giocare per hobby anche da adulto. Incontrò Jimmy Jam nel 1973 alle medie, che durante le lezioni di musica fu colpito dal suo talento e dalla sua precoce padronanza di una vasta gamma di strumenti, nonché dalla sua dedizione.

### Anni settanta

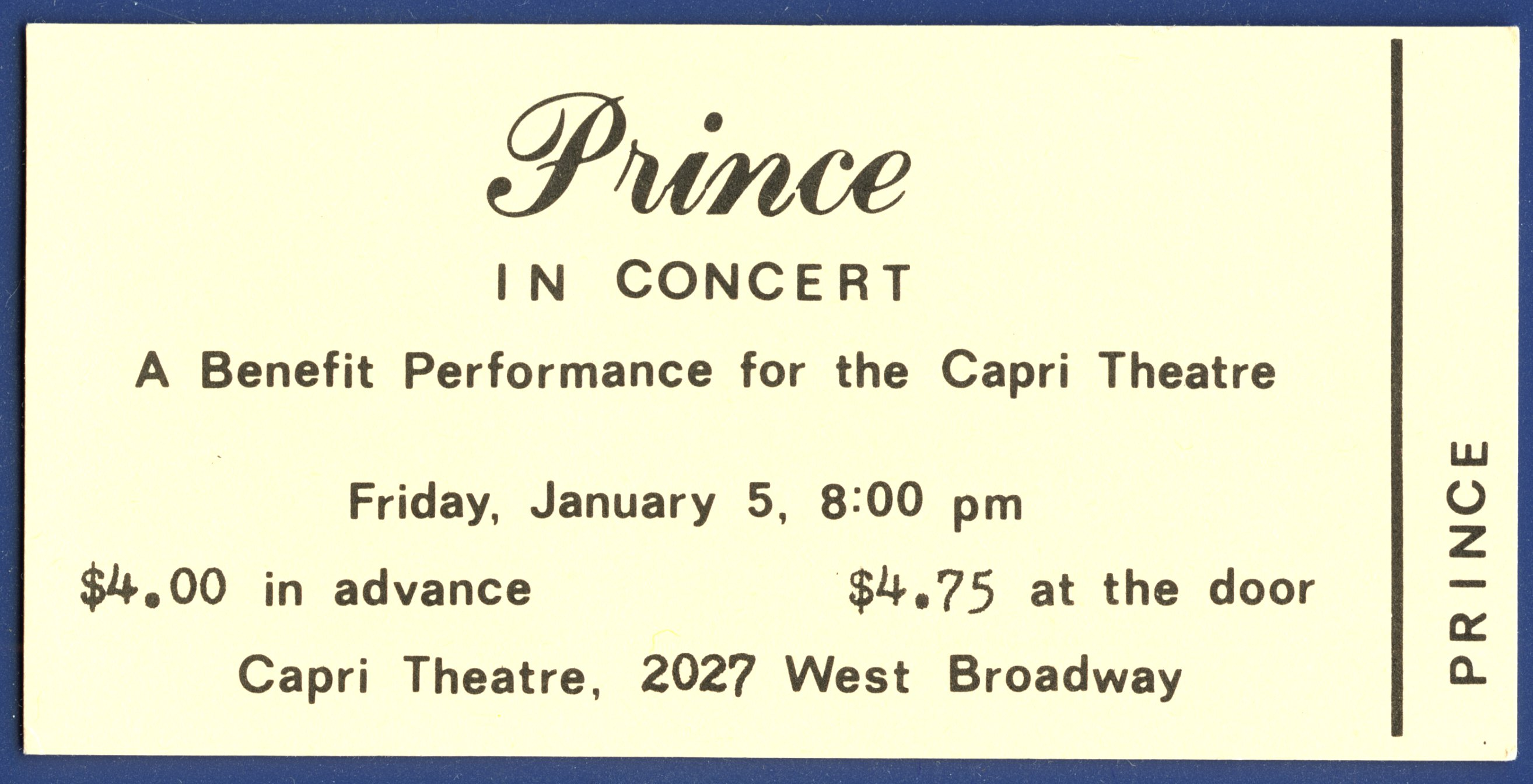
Il biglietto del primo concerto di Prince con la sua band, tenutosi il 5 gennaio 1979 al Capri Theater di Minneapolis.

Nel 1978, a 20 anni, Prince riuscì a stipulare un contratto con Warner Bros. che lo vide non solo esecutore, ma anche produttore della sua musica, il che lo rese il più giovane produttore discografico fino a quel momento. Prince si chiuse in sala di incisione e pochi mesi dopo ne uscì con il suo primo album prodotto, scritto, suonato e interpretato da lui stesso, dal titolo For You. In realtà Prince venne affiancato da un produttore esecutivo, Tommy Vicari della stessa Warner Bros., che intendeva così controllare il proprio investimento, e da alcuni musicisti, fra cui il suo concittadino Chris Moon che aveva conosciuto prima di firmare il contratto discografico e che co-firmò alcuni brani di For You e del successivo album Prince. For You venne ritenuto un lavoro piacevole, molto ben curato, in linea con la tendenza disco-music dell'epoca, in cui Prince si alterna nel suonare tutti gli strumenti, dimostrando il proprio talento tecnico e artistico e guadagnandosi così il titolo di «nuovo Stevie Wonder».
Nonostante il budget da 180.000 dollari messogli a disposizione da Warner Bros., forse in origine destinato alla pubblicazione di tre album, Prince lo consumò interamente per il solo For You. Ottenuta comunque ulteriore fiducia dal management, Prince compose e incise il suo secondo album Prince che uscì a ottobre del 1979: composto da pezzi più orecchiabili del primo, ebbe un buon riscontro di critica e soprattutto di vendite, con un milione di copie negli Stati Uniti. Per promuovere l'album si pensò di iniziare un tour, ma poiché i primi due album vennero registrati quasi interamente in solitaria, il cantante non aveva una band che lo accompagnasse. Iniziò così a cercare musicisti in città: i primi a essere reclutati furono la tastierista Gayle Chapman, il bassista André Cymone (suo vecchio amico), il batterista Robert Rivkin (ribattezzato Bobby Z.) il chitarrista Dez Dickerson e il tastierista Matt Fink (che elaborò assieme a Prince il personaggio di Dr Fink vestito con camice e mascherina da chirurgo), che formarono la band di supporto The Revolution (il nome fu deciso successivamente e in questa fase non ne avevano alcuno). Dopo un breve periodo la prima defezione fu quella della Chapman che si rifiutava di eseguire canzoni scabrose come Head, rimpiazzata nel 1980 da Lisa Coleman.
L'idea di Prince per la band era di ispirarsi alla multietnicità di Family Stone, oltre a essere circondato da elementi che fossero dei "personaggi" oltre che musicisti (ipotesi avallata dagli stessi membri in alcune interviste). Il tour dell'album Prince partì come supporto a Rick James in 38 date da novembre del 1979 ad aprile del 1980. Nel corso di una serata, Prince ne conobbe la fidanzata Denise Matthews e la convinse a unirsi al suo progetto di side band che sarebbe diventato Vanity 6. L'episodio segnò l'inizio di un livore personale di Rick James verso Prince, a cui però quest'ultimo non diede mai peso.

### Anni ottanta

#### Prima metà

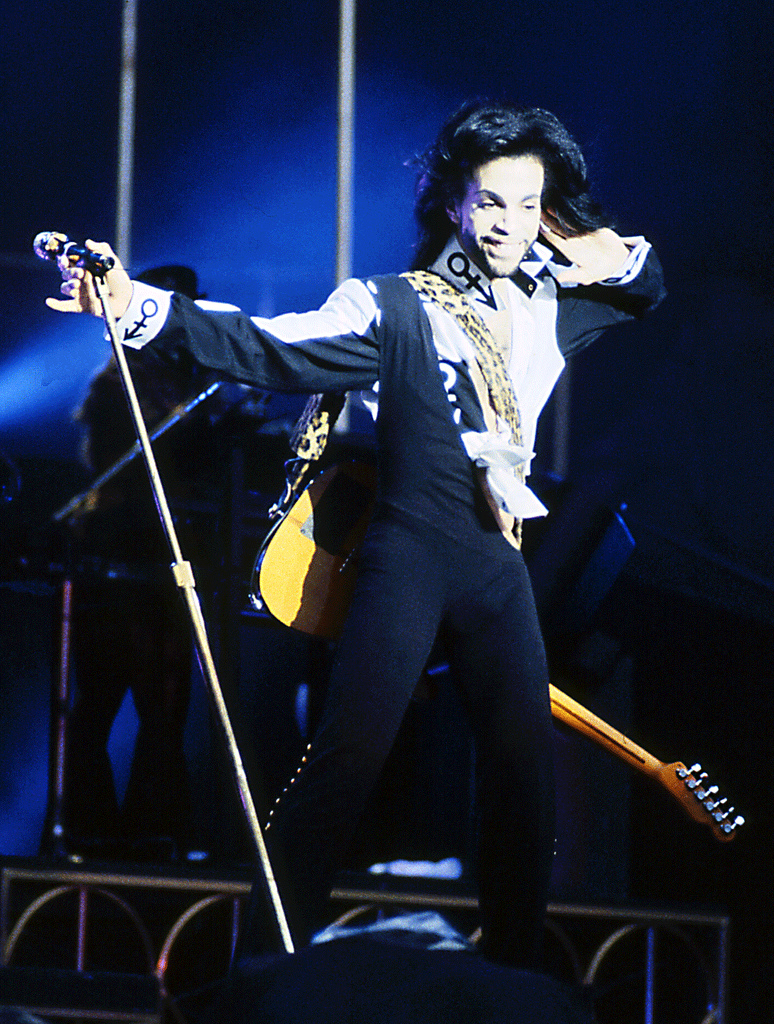
Prince si esibisce durante il Nude Tour a Tokyo, in Giappone, nel 1990.

Il decennio si apre con la pubblicazione di Dirty Mind e il successivo tour, per la prima volta come artista principale e non come supporter (ruolo assunto da Nona Hendryx). Il look dell'artista subisce un drastico cambiamento: abbandonate le tute aderenti, in linea con altri artisti della black music del tempo, Prince adotta un'immagine androgina, sessualmente ambigua e oltraggiosa indossando calze e biancheria intima femminile sotto a un soprabito. Proprio per questo subì una feroce contestazione il 9 ottobre 1981: non appena ebbe iniziata l'esibizione a supporto dei Rolling Stones al Los Angeles Coliseum, gli oltre novantamila spettatori si lasciarono andare a invettive di ogni sorta e lo bersagliarono con bottiglie e lattine. Prince, furioso e frustrato, tornò a Minneapolis ma fu convinto da Mick Jagger a rientrare per il concerto di due giorni dopo. Tuttavia, la situazione si ripresentò identica in altri concerti e Prince interruppe quelle esibizioni.
Alla fine del mese fu pubblicato il quarto album Controversy, in cui oltre alle provocazioni e alle allusioni sessuali sono contenute canzoni in cui l'artista inizia ad assumere maggiore impegno dal punto di vista sociale. Durante il successivo tour, i membri dei Revolution (al tempo ancora senza nome) ebbero momenti di tensione con i The Time, arrivando allo scontro fisico.
Nel 1982 fu pubblicato il doppio album 1999, in cui per la prima volta la band di supporto fu accreditata come The Revolution, seguito immediatamente da un lungo tour a cui parteciparono anche i Time e le Vanity 6. Ulteriori tensioni all'interno dei Revolution (Dez Dickerson non desiderava più eseguire canzoni troppo esplicite come Head per motivi religiosi) portarono all'ingresso della nuova chitarrista Wendy Melvoin. 1999 fu il disco che permise a Prince di superare la segregazione tra musica bianca e nera venendo finalmente proiettato sul mercato globale del rock.
Per tutti gli anni ottanta Prince ha preferito giocare con i giornalisti, rimanendo vago sulla propria infanzia e adolescenza oppure mentendo sulla sua data di nascita Per lungo tempo ha dichiarato di avere origini italiane, ipotesi mai esplicitamente confermata.

#### Purple Rain
Nel 1984 Prince ottenne il successo mondiale nella musica e nel cinema con il progetto multimediale Purple Rain, composto da un film musical e dalla relativa colonna sonora, che fece raggiungere all'artista contemporaneamente la prima posizione nelle classifiche dei singoli, degli album e dei film; prima di Prince c'erano riusciti solo i Beatles.
Sia il film sia l'album ricevettero svariati premi. Il film Purple Rain vinse l'Oscar alla migliore colonna sonora, mentre il brano When Doves Cry ottenne un Golden Globe come miglior canzone originale; anche a livello commerciale il film ottenne ottimi risultati: solo negli Stati Uniti il film guadagnò più di ottanta milioni di dollari e fu il più grande successo cinematografico di Prince. L'album Purple Rain vendette più di tredici milioni di copie negli Stati Uniti e rimase per ventiquattro settimane consecutive ai vertici delle classifiche. L'industria discografica statunitense elesse Purple Rain miglior album pop dell'anno e When Doves Cry miglior singolo; in Gran Bretagna Prince fu dichiarato miglior artista dell'anno e Purple Rain la migliore colonna sonora. La National Association for the Advancement of Colored People premiò Prince come miglior attore, miglior artista musicale, Purple Rain come migliore colonna sonora e When Doves Cry miglior singolo.
Purple Rain segnò anche un momento di svolta nel metodo produttivo di Prince: dopo anni in cui lavorava da solo in studio e utilizzava la band The Revolution solo per le esecuzioni dal vivo, l'artista permise loro di partecipare attivamente alle registrazioni. Molti brani vennero registrati dal vivo e le versioni che si sentono nel film furono registrate durante il concerto tenuto al First Avenue di Minneapolis il 3 agosto 1983. Musicalmente, Purple Rain rappresenta una dimostrazione del talento innovativo di Prince, di cui il finale con la chitarra elettrica di Let's Go Crazy è un esempio. Allo stesso tempo, però, l'album è musicalmente più "facile" rispetto ai precedenti: ballate struggenti, canzoni orecchiabili, assoli di chitarra, ammiccamenti erotici e ottime performance live con i Revolution consentirono al pubblico di comprendere la musica di Prince meglio di quanto fu possibile con i precedenti album, più elaborati. Così su la Repubblica del 19 settembre 1984:

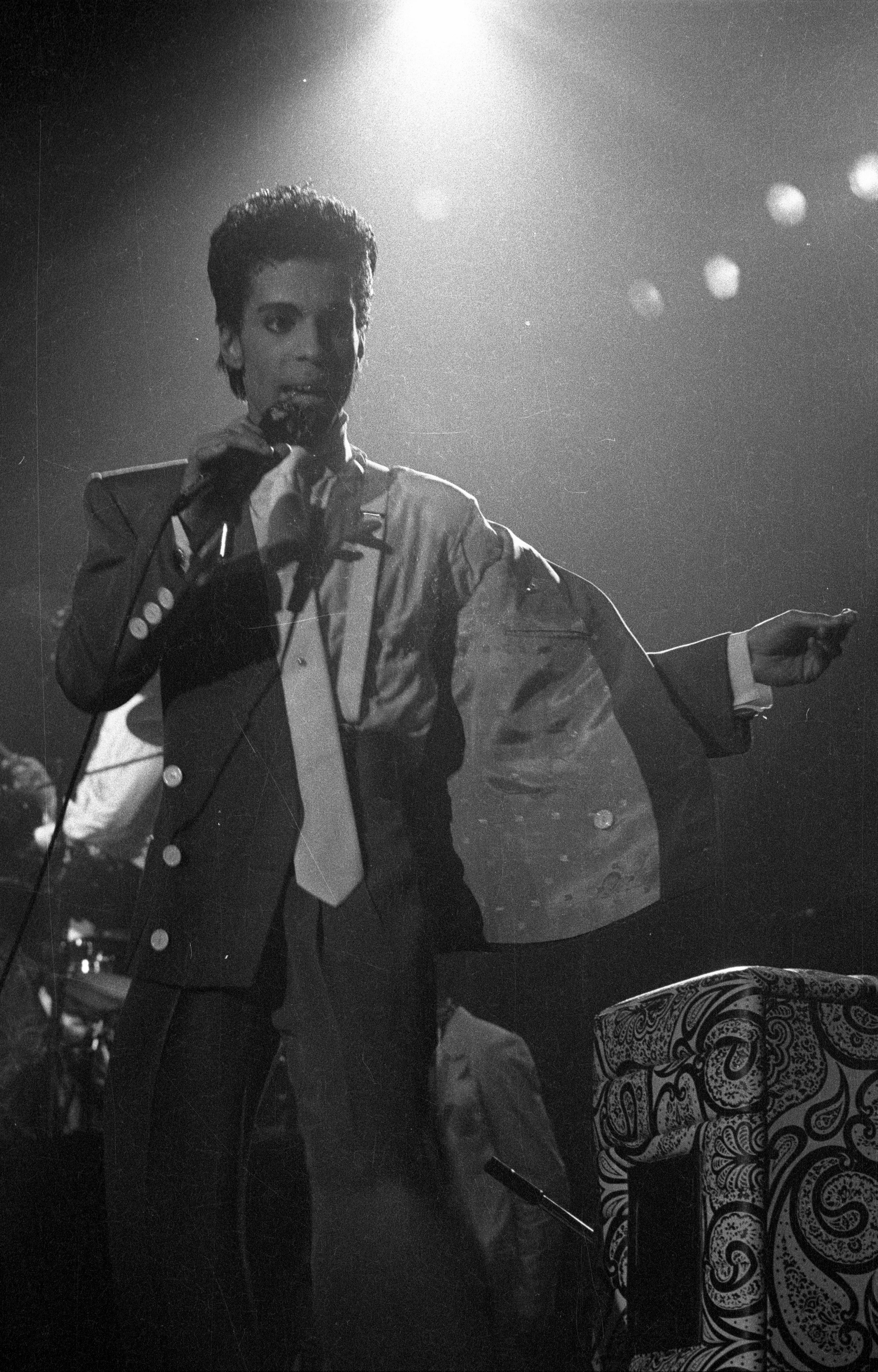
Prince in concerto a Bruxelles nel 1986.

Nella trama del film, Apollonia, dopo una relazione di una sola notte con Kid (interpretato da Prince stesso), decide di partecipare al progetto di una band tutta al femminile nato dalla mente di Morris, nemico di Kid. Kid non apprezza e la sera precedente alla prima delle Apollonia 6, questo il nome scelto dal gruppo, esegue Darling Nikki, puntando il dito verso la ragazza, presente tra il pubblico al fianco di Morris Day. Prince urla: «Your little prince now wanna grind» ("Il tuo piccolo principe ora vuole scopare"). La scabrosità di Darling Nikki spinse Tipper Gore, moglie del futuro vicepresidente statunitense Al Gore, a dar vita a un comitato che chiedeva un maggiore controllo sui testi spinti dei musicisti americani (la P.M.R.C.). È proprio attraverso le attività di questo comitato che successivamente nacque il logo Parental Advisory - Explicit Lyrics ("Avviso per i genitori: contiene testi espliciti") impresso sulle copertine di ogni album con contenuti ritenuti inappropriati per i minori; poiché la vendita di questi album non era comunque vietata ai minori (si trattava di un avviso per i genitori, non di una limitazione di vendita), col tempo il logo ottenne il risultato opposto a quello sperato, rendendo gli album che lo esibivano in qualche modo "proibiti" e quindi più appetibili.
I Foo Fighters hanno reinterpretato Darling Nikki in una versione diffusa in radio su esplicita richiesta di Prince. Tra gli artisti che hanno riproposto la canzone figura anche l'attrice e modella Rebecca Romijn.

#### Seconda metà
Nel 1985, ancora prima che scemasse l'eco del successo di Purple Rain, Prince lanciò sul mercato il suo nuovo lavoro Around the World in a Day. Il disco è caratterizzato dalla forte influenza dei Beatles, chiaramente riscontrabile in brani come Paisley Park e Raspberry Beret, uno dei singoli di maggior successo di Prince e fra i più reinterpretati da altri artisti. In Around the World in a Day Prince non continua la ricerca musicale di Purple Rain, ma si rivolge invece a suoni e melodie diverse, con influenze britanniche e orientali. Se l'album precedente era caratterizzato dall'omogeneità sonora sul rock e grafica sul viola, Around the World in a Day è più sfaccettato e tendente al pop.
L'anno successivo Prince realizza un nuovo progetto multimediale: il film Under the Cherry Moon, diretto da lui, con la colonna sonora Parade. Mentre la parte musicale ottiene un ottimo riscontro da parte di critica e pubblico, il film è un disastro: sbeffeggiato nelle recensioni e ignorato dal pubblico, Under the Cherry Moon fa incetta di Razzie Awards: con ben otto nomination riceve il premio come peggiore interpretazione, peggiore regia e peggior canzone originale dell'anno. Parade vede la conclusione del lungo sodalizio di Prince con i Revolution, in particolare con Wendy Melvoin e Lisa Coleman per motivi personali (Prince ebbe una relazione con Susannah Melvoin, la sorella di Wendy); tuttavia una parte della band rimarrà al fianco del cantante: mentre Bobby Z. viene sostituito da Sheila E., la sezione fiati (Eric Leeds e Atlanta Bliss), il chitarrista Miko Weaver nonché il fido Matt "Dr" Fink collaboreranno anche nei lavori successivi.
Il leggendario trombettista statunitense Miles Davis, nato nel 1926, tributò più volte omaggi a Prince, ispirandosi apertamente alla sua musica e definendolo il nuovo Duke Ellington, un paragone mai accettato da Wynton Marsalis. Le collaborazioni fra Prince e Miles Davis furono numerose e non tutte note o divulgate. Prince preparò il brano Can I play with U?, su cui Miles registrò sopra per poi rimandarlo a Prince: il brano finì con il titolo Red Riding Hood registrato nel febbraio del 1987 a Paisley Park, nella sessione comunemente conosciuta come Crucial. Adore, ultimo brano del secondo disco di Sign o' the Times, contiene una parte di tromba che si sospetta sia stata suonata da Miles Davis (non presente nei crediti del disco). Un potenziale brano scritto da Prince per Davis compare nell'album Amandla del 1989 accreditato a Marcus Miller, ma potrebbe essere il brano The H Man presente nella session Crucial (il brano Crucial venne poi pubblicato su Crystal Ball, la prima raccolta autorizzata di outtakes di Prince). Davis fece un'apparizione anche sul brano 10 1/2 dei Madhouse, la band funky jazz strumentale che accompagnava Prince nei tour dal vivo, i cui musicisti erano lo stesso Prince e il resto delle persone che suonavano allora con lui. Anche Chaka Khan ospitò una collaborazione di Prince e Davis nel suo Sticky Wicked, mentre Prince finì su un bootleg di Davis con il brano Penetration. Nell'album Rave Un2 the Joy Fantastic del 1999 sono registrati alcuni secondi di silenzio in ricordo di Davis, morto nel 1991.
In occasione dell'uscita di Sign o' the Times Prince decise di venire per la prima volta in tour in Italia: suonò per quattro sere, dal 7 all'11 giugno 1987, al PalaTrussardi di Milano con grande successo di pubblico.
Nei libretti che accompagnavano i dischi di Prince degli anni ottanta e al termine dei suoi film, si poteva leggere la frase «May U Live 2 See the Dawn» ("Possa tu vivere per vedere l'alba"): la frase diede spazio a diverse interpretazioni fino a quando nel 1989 si sparse la notizia di un musical intitolato The Dawn, che però non vide mai la luce. Successivamente, uno dei siti ufficiali di Prince divenne www.thedawn.com.
Nel Natale del 1987 la Warner Bros. avrebbe dovuto immettere sul mercato un misterioso album dal titolo The Black Album: l'artista sarebbe dovuto rimanere ignoto, ma in breve si venne a sapere che sarebbe stato Prince. A una settimana dalla sua distribuzione il disco venne ritirato e tutte le copie mandate al macero. Non fu mai diramata una dichiarazione ufficiale sull'accaduto: potrebbe trattarsi di fastidio di Prince per il leak, insoddisfazione per il risultato artistico dell'opera, dissapori con la casa discografica che in quel periodo si stava concentrando maggiormente su Madonna, oppure essere stata una mossa commerciale promozionale. Ad ogni modo alcune copie destinate alle radio (circa un centinaio in Europa, solo alcune negli USA) furono salvate dal macero, rappresentando dunque i soli esemplari sopravvissuti della prima edizione dell'album, e poi vendute all'asta, raggiungendo quotazioni molto alte: l'ultima vendita risale a un ritrovamento del disco in Canada nel giugno 2018 e poi acquistato per $27.500. The Black Album verrà poi pubblicato ufficialmente nel 1993, rivelandosi come un lavoro omogeneo, dedicato alle discoteche. Nel brano Cindy C. si fa riferimento alla modella americana Cindy Crawford; in alcuni brani più dark Prince sembra volere mettere in confronto il Black Album con il successivo Lovesexy, ben più solare, come in un unico EP. I due lavori, comunque, chiusero la prima parte della vita artistica di Prince, quella che l'aveva portato sul gradino più alto della fama. Il tour europeo di Lovesexy si svolse dall'8 luglio al 9 settembre 1988: le trentadue date europee segnarono un incredibile successo per Prince, con più di mezzo milione di spettatori in totale; in particolare, dal 15 al 20 luglio 1988 Prince suonò ancora al PalaTrussardi di Milano e poi a Modena il 3 di settembre dello stesso anno.
Il 14 settembre Prince iniziò con due concerti a Minneapolis un tour americano che si concluderà il 29 novembre 1988. Il tour non fu un successo: i costi di produzione molto alti (in particolare della scenografia rotonda) e la scarsa risposta del pubblico (circa 600'000 biglietti venduti, relativamente molto pochi) resero il tour in perdita. Per questo motivo si pensò di estendere il tour con date in Giappone dall'1 al 13 febbraio 1989, che compensarono in parte le perdite del tour americano.
Il tour giapponese fu molto breve perché in quel periodo Prince era impegnato entusiasticamente con il regista Tim Burton, che chiese all'artista di registrare alcune canzoni per il suo nuovo film Batman: il risultato sarà l'album Batman composto da nove tracce e pubblicato il 20 giugno 1989. L'album raggiunse la posizione numero 1 della Billboard 200, vendendo 4,3 milioni di copie. Il singolo Batdance arrivò in cima alla Billboard Hot 100 e Billboard R&B.
Sempre nel 1989, Prince collabora con Madonna nell'album Like a Prayer, scrivendo e incidendo con lei il duetto Love Song. Suona, non accreditato, la chitarra elettrica in diversi brani del disco come Like a Prayer, Keep It Together e Act of Contrition. Era previsto anche un progetto per la realizzazione di un musical a quattro mani mai realizzato a causa dell'incrinarsi del loro rapporto; il copione, dopo molte rielaborazioni, sarà quello di Graffiti Bridge a cui la cantante non parteciperà. I due, che avevano vissuto un breve flirt nel 1985, non si sono più parlati per vent'anni, riconciliandosi solo nel 2011; Prince ha infatti dichiarato il 21 maggio 2013 in un'intervista a Billboard che Madonna è stata una delle cause dei suoi problemi con la Warner Bros.: «Lei veniva strapagata godendosi la promozione, ma noi facevamo il lavoro sporco, vendevamo più dischi e più concerti all'estero, ma chissà perché lei era quella maggiormente sotto i riflettori».

### Anni novanta

#### Prima metà: la "morte" di Prince

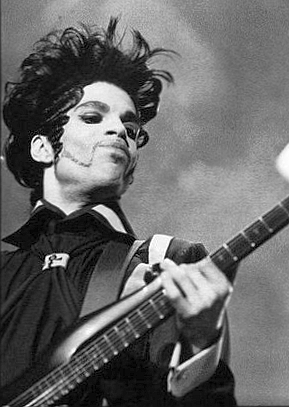
Prince si esibisce durante l'Atto I e II del tour a Zurigo, Svizzera, nel 1993.

Nel 1990 Prince decise di produrre un sequel per Purple Rain in un nuovo film & colonna sonora intitolati Graffiti Bridge. Il lavoro fu un disastro assoluto di critica (cinque nomination ai Razzie Awards) e pubblico (fu ritirato dalle sale americane dopo soli trenta giorni); in Italia uscì solo in home video. Musicalmente Graffiti Bridge fu comunque apprezzato e alcuni brani di quel periodo rimasero a lungo nel repertorio live di Prince, in particolare The Question of U e Joy in Repetition. Sia il film sia la musica vedono il ritorno sulle scene dei Time, la band di Morris Day.
Nell'estate del 1990, Prince ripartì in tour e tornò in Italia con un tour organizzato dalla Avantgarde e Francesco Sanavio (Illuminato Iniziative) in quattro tappe: Roma il 17 luglio, Cava de' Tirreni il 18, poi Torino e Udine. Le prime due date però non diedero i risultati di pubblico sperati e Prince decise di lasciare l'Italia per la Spagna senza onorare il contratto: il Tribunale di Venezia concederà alla società Avantgarde il sequestro cautelativo dei beni di Prince fino a 1 miliardo e 650 milioni, e nel 1997, con sentenza definitiva, la condanna di Prince al pagamento di 850 milioni di lire più spese e interessi.

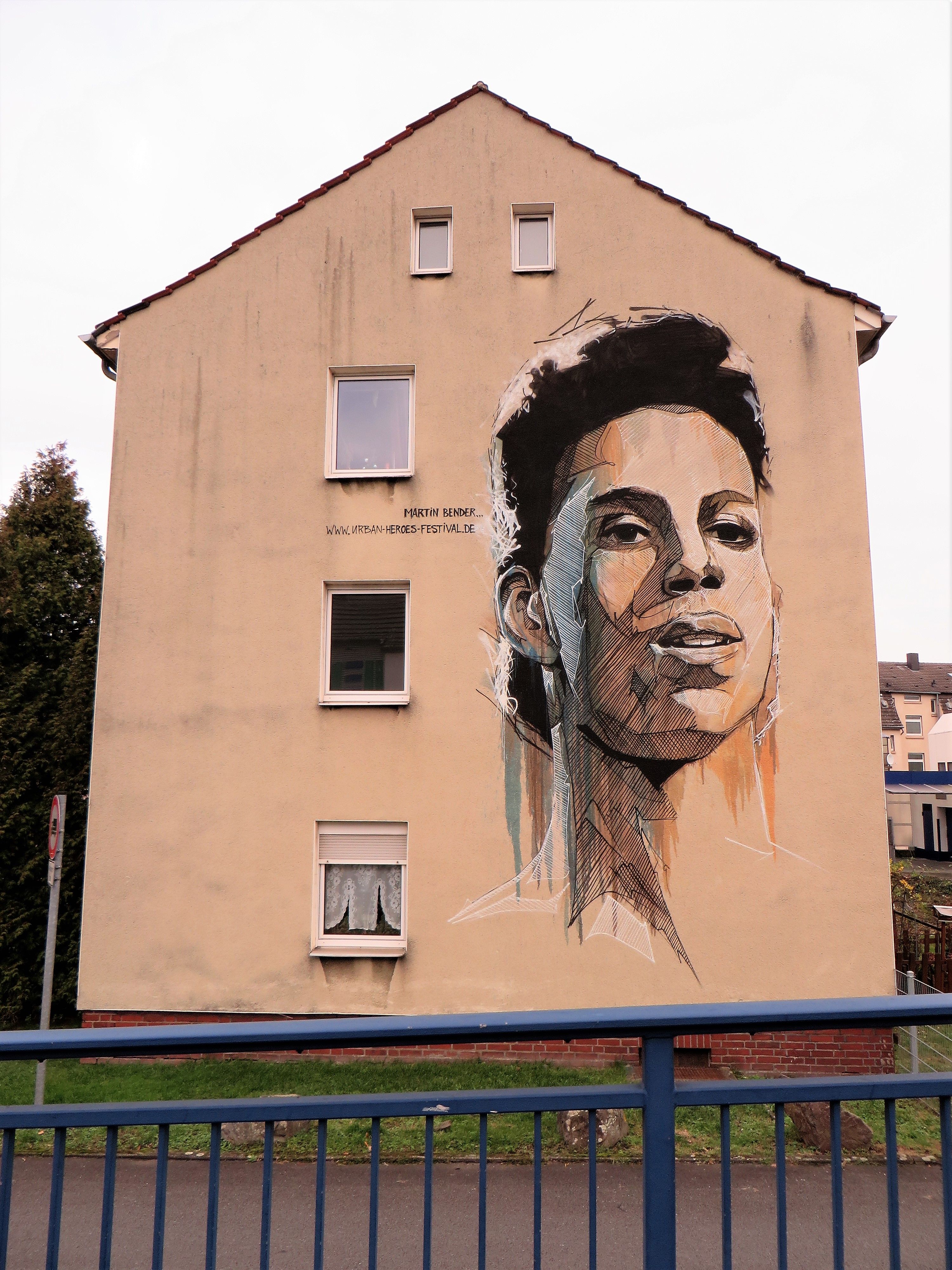
Street art a Hagen, Germania.

Nel 1992 Prince firmò con la Warner Bros. un contratto da 100 milioni di dollari che avrebbe dovuto comprendere la pubblicazione di otto lavori (il primo Diamonds and Pearls) e la posizione di vicepresidente del colosso statunitense. Nonostante la libertà creativa ed economica concessagli dalla casa discografica, però, Prince desiderava maggiore autonomia e decise pertanto di cambiare nome d'arte: il nome "Prince" era infatti marchio registrato della casa discografica (lo resterà fino al 1999), la quale era anche proprietaria dei master delle registrazioni. Dal 1992 l'artista iniziò a firmare le sue opere con un nuovo nome d'arte, un simbolo impronunciabile soprannominato dai fan "love symbol": con l'album dal titolo impronunciabile, ma noto come Love Symbol Album, si conclude di fatto la carriera di Prince e inizia quella del nuovo artista, produttore indipendente e proprietario della sua musica; il successivo lavoro del 1994 Come fu accreditato a nome Prince, ma riportava in copertina le date "1958-1993" come se il fu Prince fosse morto e quello fosse un disco postumo. Successivamente l'artista opterà per nomi pronunciabili come The Artist Formerly Known As Prince (o TAFKAP) e poi semplicemente come The Artist.
Graficamente il "love symbol" è il risultato di un incrocio fra il simbolo del sesso maschile () e del sesso femminile (). L'album Love Symbol Album è un concept album che racconta la nascita della relazione fra l'artista e Mayte Garcia, nella finzione una giovane principessa egiziana di sedici anni, in realtà una ragazza portoricana incontrata durante un tour europeo e diventata ballerina/cantante della sua band NPG; successivamente diventerà la compagna e poi la moglie dell'artista. Musicalmente questo lavoro è considerato superiore alle altre opere anni novanta dell'artista e dimostra una forte eterogeneità che include anche stili fino ad allora non sperimentati, come l'hip hop nel brano esplicito The Continental a cui collabora anche la modella Carmen Electra, successivamente star della rivista Playboy. Anche l'attrice Kirstie Alley è presente in un paio di tracce in questo lavoro interpretando il personaggio della giornalista di gossip Vanessa Bartholomew: in particolare, il brano conclusivo The Sacrifice of Victor si apre come fosse un'intervista in cui l'artista racconta la propria vita e si conclude con i versi «Gotta keep on walking down this road / gonna reach my destination, yeah / My name will be Victor» ("Devo continuare a camminare per questa strada / fino a quando raggiungerò la mia destinazione, sì. / Il mio nome sarà Victor") che segna un ennesimo cambio di nome.
Nel 1993 l'artista pubblicò la sua prima raccolta The Hits/The B-Sides e una live session in studio dal titolo The Undertaker, che non viene pubblicata su supporto audio, ma solo video su VHS e LD. Al tempo si diffuse la voce che l'artista custodiva una raccolta di materiali nota come The Vault ("La cassaforte") contenente non meno di 14 album e 50 videoclip completi; nelle note interne alla copertina di The Hits/The B-Sides lo storico collaboratore dell'artista dal 1983 al 1992 Alan Leeds scrisse:

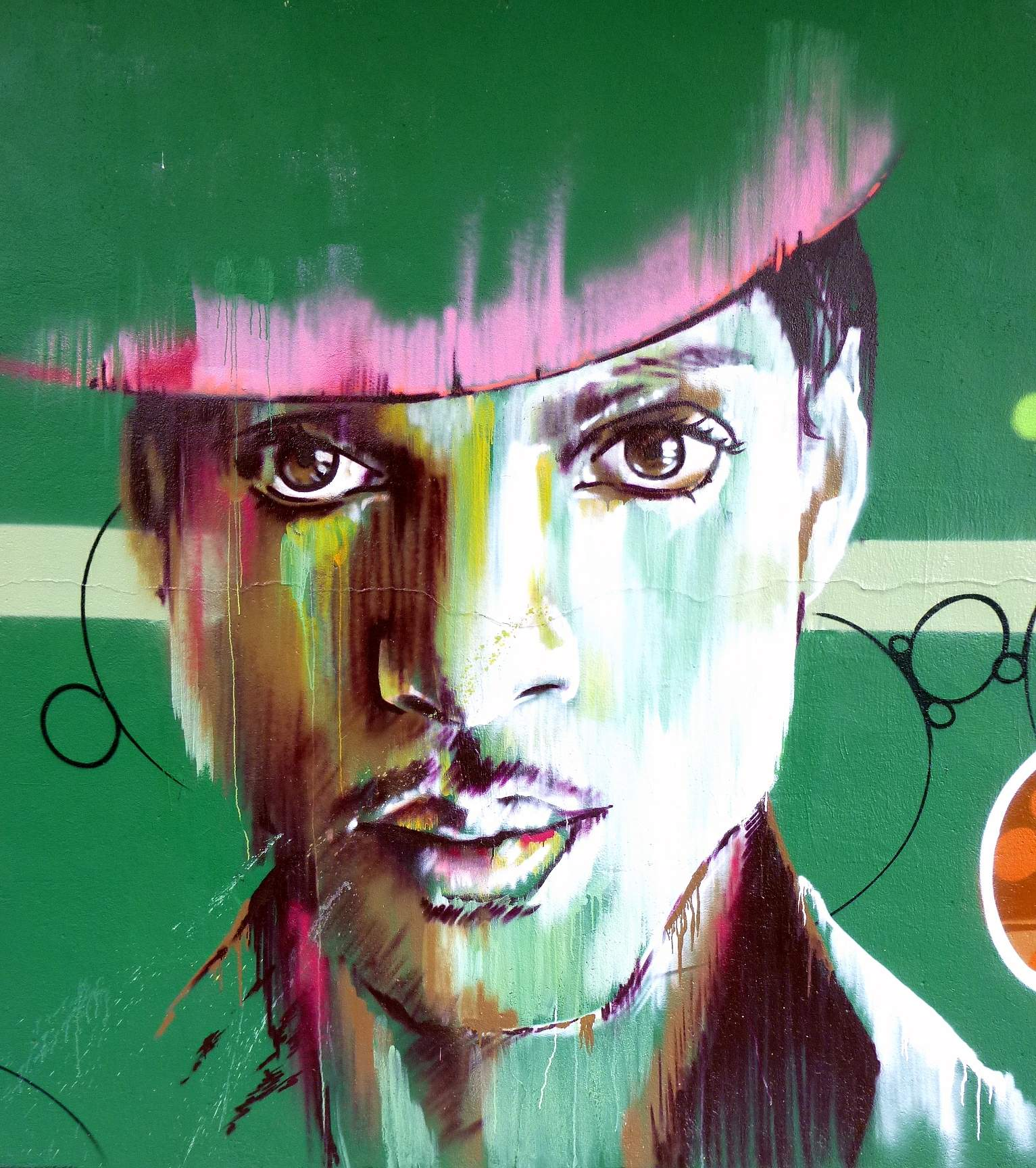
Murale raffigurante Prince.

Nel 1994 l'artista pubblicò in accordo con Warner Bros. l'album Come, l'ultimo accreditato a nome Prince. Nonostante la foto di copertina sia stata scattata ai piedi della Sagrada Família di Barcellona, l'album parla di sesso in varie forme: la title track, una suite di oltre dieci minuti, è dedicata al sesso orale, Pheremone al voyeur verso il BDSM, in Orgasm i gemiti di Vanity sono messi in parallelo al suono della sua chitarra elettrica.
Il film del 1994 Una figlia in carriera avrebbe dovuto essere un musical con le canzoni dell'artista, ma dopo un primo test di proiezione le canzoni furono tolte dalla versione finale. Alcuni di questi brani finirono nell'album The Vault: Old Friends 4 Sale, pubblicato dalla Warner Bros. nel 1999 a conclusione del contratto con Prince (a cui nome è accreditato). Benché pubblicati solo tre anni dopo, i materiali di The Vault furono registrati insieme con quelli dell'album del 1996 Chaos and Disorder, pubblicato a nome del "love symbol", ignorato dall'artista stesso e distribuito solo per obblighi contrattuali. L'ultimo brano di quest'album, e l'ultimo in ordine cronologico registrato per Warner Bros., si intitola Had U ("Ti avevo"), forse in voluta contrapposizione con il primo brano For You ("Per te").

#### Seconda metà
Il triplo album Emancipation del 1996 venne distribuito dall'etichetta discografica EMI con brani dedicati a Mayte Garcia, sua moglie dal 14 febbraio 1996, e a loro figlio in arrivo - poi nato nell'ottobre del 1996 con la sindrome di Pfeiffer, una malattia rara che non consente di respirare senza l'aiuto di un ventilatore, e morto pochi giorni dopo. L'artista utilizza una registrazione del battito del cuore del piccolo all'interno del brano Sex in the Summer. Tra il 1997 e il 1998 uscì, acquistabile inizialmente solo via Internet, Crystal Ball, triplo CD di outtake, remix e inediti; nella versione più estesa era presente anche un nuovo disco acustico intitolato The Truth e un balletto sinfonico intitolato Kamasutra (quest'ultimo precedentemente uscito in musicassetta).
L'album successivo, Newpower Soul, firmato dai New Power Generation, ma di fatto un lavoro dell'artista, uscì per la casa discografica EMI corredato dalla traccia fantasma Wasted Kisses e dedicata al figlio morto. New Power Soul è un lavoro «malato», così come lo descrive l'artista stesso durante un'intervista con la Spice Girl Mel B., ma denso di riferimenti alla black music del passato.
Alla fine del 1998, l'artista provò a riunire i Revolution per il lavoro Roadhouse Garden, che non vedrà mai la luce.
Alla fine degli anni novanta, l'artista comincia a pensare di registrare nuovamente tutti i suoi successi con l'obiettivo di emanciparsi definitivamente dalla Warner Bros.: nel 1999 pubblicherà 1999: The New Master, un EP contenente sette nuove versioni del suo successo 1999 a cui parteciperanno Rosie Gaines, Doug E. Fresh e l'allora non famosa Rosario Dawson.
Alla fine degli anni novanta l'artista ritornò in studio per realizzare il nuovo lavoro Rave Un2 the Joy Fantastic, uscito nel 1999 con diversi ospiti come Gwen Stefani, Eve, Sheryl Crow, Ani DiFranco e Maceo Parker. La distribuzione fu affidata alla Arista Records di Clive Davis, lo stesso che aveva segnato con successo il ritorno di Carlos Santana poco tempo prima. Nel 2001 venne venduta solo via Internet una versione remix dell'album, intitolata Rave In2 the Joy Fantastic.

### Anni duemila

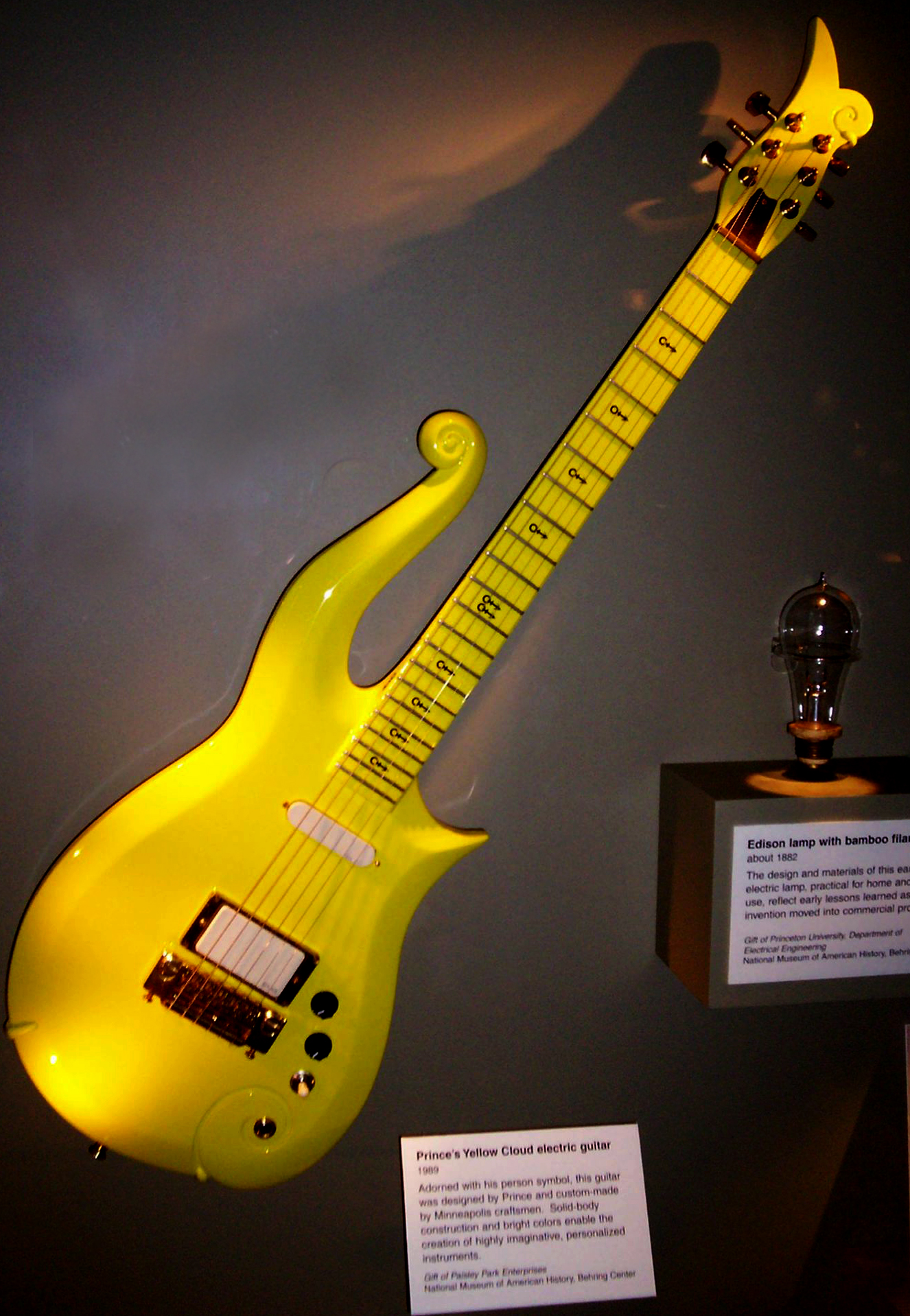
La chitarra gialla di Prince presso lo Smithsonian Institution Building.

Nei primi anni duemila l'artista cambiò radicalmente stile di vita: torna al nome Prince, diventa vegetariano e si converte ai Testimoni di Geova, motivo per il quale da questo periodo in poi i testi dell'artista saranno completamente privi di quei riferimenti erotici e quel linguaggio spinto che invece caratterizzavano la sua produzione precedente.
Il 16 ottobre 2001 esce The Rainbow Children, 24º album in studio di Prince. In forte contrasto con l'industria discografica, l'album viene reso disponibile solo via download sulla piattaforma online dell'NPG Music Club, è composto da un unico lungo file audio senza interruzioni, e presenta generi "fuori moda" come black music, jazz e funk suonati e registrati in maniera analogica. Il lavoro venne presentato al pubblico durante il festival Celebration presso i Paisley Park Studios nel giugno 2001 con Prince stesso seduto tra il pubblico per ascoltare il feedback del pubblico dopo la riproduzione dell'album.
Nel dicembre del 2002 uscì nei negozi il primo album dal vivo di Prince One Nite Alone... Live!, interamente analogico e largamente unplugged, composto da tre CD, il terzo denominato Aftershow e composto da varie esibizioni dal vivo in piccoli locali musicali. Nel 2002, in seguito all'iscrizione al sito di Prince per $100, ogni membro avrebbe dovuto ricevere un lavoro chiamato Xenophobia formato da quattro CD: poiché il progetto non venne alla luce, Prince spedì agli iscritti One Nite Alone... Live! arricchito dal CD acustico al piano One Nite Alone.
Per lungo tempo Prince aveva accarezzato l'idea di entrare nel mondo del funky/jazz strumentale, prima con il progetto Madhouse, poi con le collaborazioni con Miles Davis. Il 1º gennaio 2003 venne distribuito solo su Internet il lavoro Xpectation realizzato con l'aiuto di Candy Dulfer al sax, Rhonda Smith al basso, John Blackwell alla batteria e la guest star Vanessa Mae al violino; Prince, tranne una piccola esibizione alla chitarra, suona solo il piano elettrico Rhodes. Il progetto inizialmente doveva chiamarsi "Xenophobia", ma il brano che avrebbe dato il titolo al lavoro è stato invece inserito come terza traccia del primo album dal vivo di Prince, One Nite Alone... Live! (insieme a Extraordinary, Avalanche, Family Name, Raspberry Beret, The Everlasting Now, I Wanna B Ur Lover, Diamonds & Pearls, The Beautiful Ones, Nothing Compares 2 U e How Come U Don't Call Me Anymore dallo stesso show) inviato ai membri del suo fan club a partire dal 24 novembre 2002. Un breve demo della versione in studio del brano è stata trasmessa in streaming sul sito web di NPG Music Club nel 2001. Una versione live alternativa sempre dello stesso brano era stata inclusa anche sei mesi prima (maggio 2002) nel singolo promozionale One Nite Alone ... Live EP, che è stato inviato alle stazioni radio negli Stati Uniti per supportare il tour One Nite Alone ... Tour.

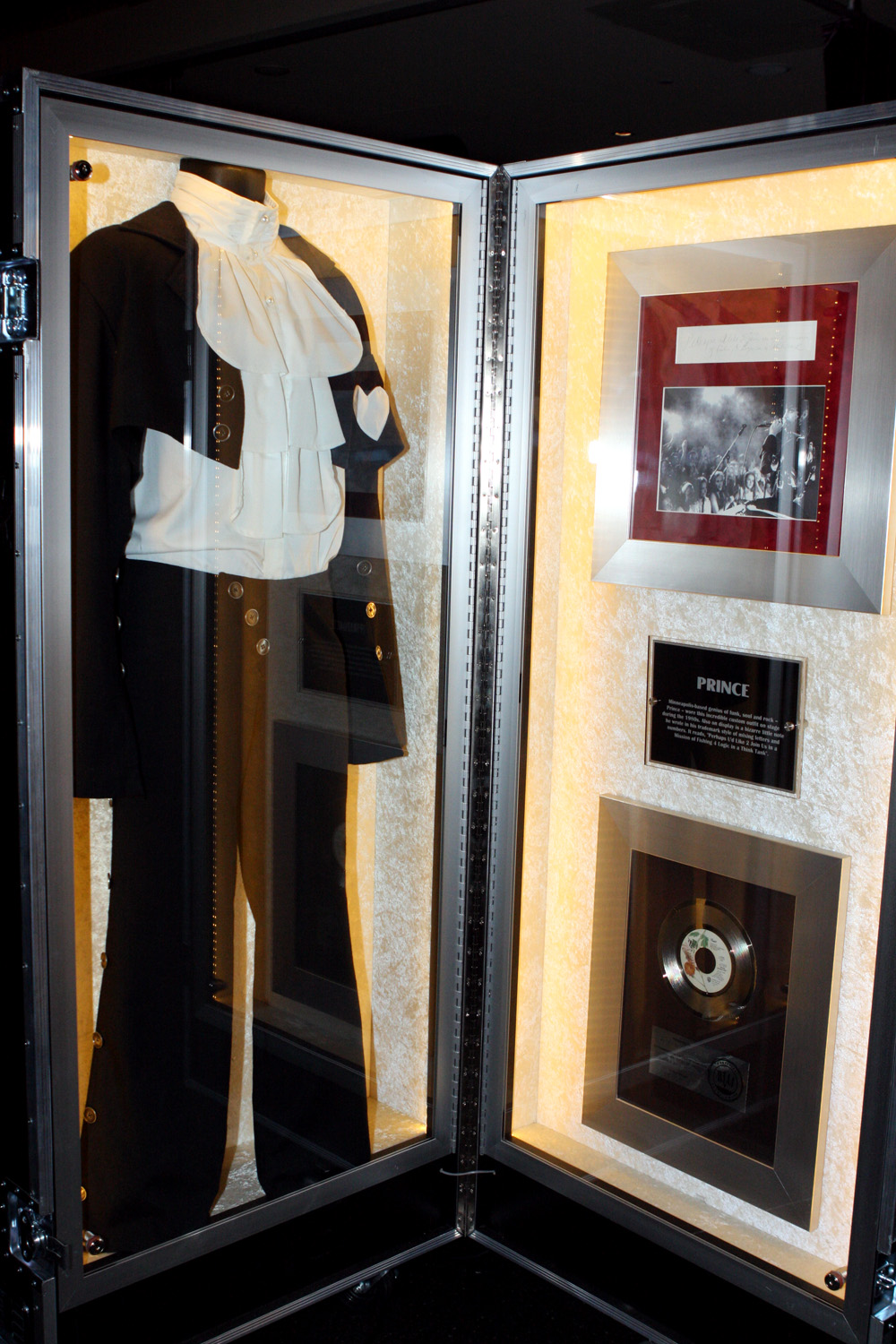
Un costume indossato da Prince e cimeli associati, esposto in un Hard Rock Cafe in
Australia

Esce a metà luglio 2003 News, un nuovo disco di Prince completamente strumentale. Questa la frase che accompagna la vendita: «This collection of xciting instrumentals recorded live at Paisley Park flow from one genre 2 another in a breathtaking 56-minute xperience. Featuring Rhonda Smith, John Blackwell, Renato Neto, Eric Leeds and Prince» («Questa raccolta di emozionanti brani strumentali registrato dal vivo al Paisley Park oscilla da un genere all'altro per 56 minuti di esperienza mozzafiato. Con Rhonda Smith, John Blackwell, Renato Neto, Eric Leeds e Prince»). L'album contiene solo quattro brani: North, East, West e South, di circa 14 minuti ciascuno. È l'ennesimo esperimento di Prince che ancora una volta segue il proprio istinto piuttosto che dedicarsi a ciò che il grande pubblico si aspetta da lui. Il risultato non è uniforme. Il lavoro, a volte intrigante e a volte noioso, finisce per essere l'ultimo atto su CD della band che l'aveva accompagnato nell'ultimo periodo. In ogni caso News si guadagna una nomination l'anno successivo ai Grammy Awards, forse non per suoi meriti, ma grazie al ritorno di Prince nel mainstream del showbiz americano in seguito ai vent'anni di Purple Rain.
Il 15 marzo 2004 Prince entra nella Rock and Roll Hall of Fame. Alicia Keys l'ha presentato così: «Ci sono molti re. Re Enrico VIII, Re Salomone, Re Tut, Re James, King Kong e i three kings. Ma c'è solo un Prince.» E lui, ringraziando, ha detto: «Da giovane facevo di tutto per mantenere la mia libertà. Mi ero imbarcato in un viaggio molto più affascinante di ciò che potevo immaginarmi. Ma senza una guida spirituale, tale libertà può portare ad un declino spirituale. Un vero amico o un mentore non può essere il tuo stipendio.» E ancora «All'inizio della mia carriera la mia preoccupazione principale era la libertà, libertà di suonare tutti gli strumenti, libertà di dire ciò che volevo. La Warner, dopo un po' di discussione, mi diede questa libertà e io li ringrazio per questo.». Prince si è poi unito a Tom Petty e Jeffy Lynne per suonare un assolo in While my guitar gently weeps di George Harrison. Dopo lo show, Prince suonava alle 3 di notte di fronte ad Anita Baker, Alicia Keys e Chris Rock.
Sfruttando a dovere il ventennale del suo successo mondiale Purple Rain Prince torna nel 2004 a donarsi al grande pubblico grazie ad un nuovissimo lavoro Musicology, che ottiene un buon riscontro di pubblico e vendite sia in Europa che in America, e ad un tour americano memorabile. Originale è stata la trovata che gli ha consentito di raggiungere i 3 milioni di copie di vendite negli Stati Uniti: aumentare di 10 dollari il costo del singolo biglietto dei suoi concerti e consegnare in cambio una copia dell'album. Musicology apre un nuovo capitolo nella storia musicale di Prince, il quale torna a suonare quasi tutti gli strumenti e scrive canzoni orecchiabili, ricercate, anche se al limite del commerciale. Senza grosse novità Musicology è un ottimo lavoro, con alcuni spunti notevoli come Call my name, If Eye Was the Man in Ur Life e Illusion, Coma, Pimp & Circumstance. Da Musicology saranno realizzati tre video, la title track Musicology, Call my name e Cinnamon girl. Quest'ultimo, con protagonista l'attrice Keisha Castle-Hughes, è caratterizzato da una sceneggiatura che creerà non poche polemiche, in quanto cercherà di dare una propria interpretazione negativa dell'utilizzo della guerra preventiva degli Usa contro i terroristi musulmani.
In Musicology c'è una traccia del suo rapporto con l'italo-canadese Manuela Testolini; infatti contiene il seguente testo, infilato tra i brani What U Want Me 2 Do e The Marrying Kind letto da una donna di passaggio, identificata come Ornella Bonaccorsi, in italiano: "non preoccuparti per me, io... sto bene... anche senza di lui - sono arrivata in questo mondo da sola - sono arrivato così - ma non voglio lasciarlo - perché... perché gli uomini non ci amano? - così, solo così come noi ci meritiamo". Nel mese di settembre 2005 decide di fare qualcosa per la tragedia che ha colpito gli Stati Uniti e New Orleans durante l'estate. Prince durante una seduta notturna nei propri studi e con l'ispirazione del brano dei Sade, The Sweetest Taboo, realizza un nuovissimo brano. Il titolo è S.S.T., seguito da un'estensione strumentale chiamata Brand New Orleans viene messo in vendita solo nel suo sito www.npgmusicclub.com. Ad un primo ascolto, il brano è una canzone semplice, con pochi arrangiamenti e molta emozione nelle note.
La chitarra - per fortuna - è la protagonista, ma è soprattutto nello strumentale successivo che Prince si sfoga. E racconta in note e riff ciò che la visione delle immagini gli ha procurato. Un prodotto confezionato in fretta, ma denso di sentimenti. Un must per i fan sfegatati, una curiosità per il resto delle persone. Per i più attenti potrebbe essere l'anteprima dello stile prossimo di Prince. Questo il messaggio che gli iscritti al www.npgmusicclub.com hanno ricevuto il 3 settembre: "Assicurati di cercare "SST", il nuovo cybersingolo di Prince. Ora disponibile nel Musicology Download Store. Osservando in tivù le conseguenze dell'ira dell'uragano Katrina, il brano dei Sade The Sweetest Taboo continuava a suonare. Dopodiché Prince ha scritto "SST" venerdì mattina, il due settembre, dopo essere rimasto sveglio tutta la notte. Lui canta e suona tutti gli strumenti. "Brand New Orleans" è la estensione musicale alla fine di "SST". Ancora una volta tutti gli strumenti sono suonati da Prince. Giusto una piccola cosa per portare via la tristezza. L'intero incasso dalla vendita del cybersingolo andrà in sostentamento per l'uragano."

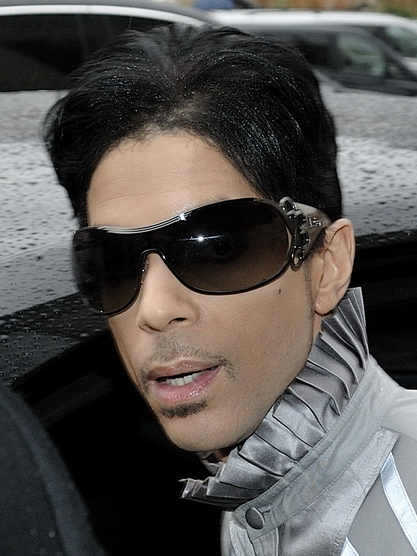
Prince nel 2009

Il 21 marzo 2006 viene pubblicato, questa volta da parte della etichetta Motown, Universal Records, il nuovo lavoro di Prince 3121. Preceduto nel mese di dicembre dal singolo Te amo corazon che verrà accompagnato da un video diretto dall'attrice Salma Hayek e girato in Marocco. Il titolo del CD 3121 rappresenta la data di pubblicazione dove 3 è il mese di marzo e 21 il giorno. Per qualche tempo gira anche la voce che fosse l'indirizzo dell'abitazione di Prince a Los Angeles, ma in realtà in California Prince sembra essere domiciliato da tutt'altra parte (1235 Sierra Alta Way). Sulla scia del successo raggiunto grazie alla politica di marketing di Musicology, dove veniva distribuita una copia gratuita del CD ai concerti, Prince tenta questa volta la strada del concorso; infatti ogni copia di 3121 venduta parteciperà all'estrazione di un biglietto per un concerto privato di Prince; concerto che si terrà proprio nell'abitazione di Los Angeles, rinominata 3121. 3121, non adeguatamente supportato da un tour promozionale, ma solo da sporadiche presenze in televisione, non avrà vita facile. Immediatamente 3121 raggiungerà la prima posizione delle classifiche, confermando il rinato interesse del pubblico americano per Prince, ma dopo poco lotterà per rimanere nei primi 20.
Artisticamente, però, Prince in 3121 sforna alcuni gioielli che avrebbe dovuto tenere nel cassetto per aspettare la compagnia di altre canzoni più ispirate. È infatti in Incense and candles, Love, Fury, The Word e The Dance, dove Prince utilizza il proprio talento con l'obiettivo di scrivere una bella canzone, senza pensare a secondi fini. Parte del pubblico, però, si trova ancora una volta spaesato all'ascolto globale di 3121. Il cupo funky di 3121, circondato da un testo banale che insegue il solito "fare festa" già sentito in 1999, nonostante l'indubbia originalità non sfonda; e si finisce nell'ennesimo tentativo di emulare James Brown in Get on the boat, passando da uno sfortunato tentativo di hit come Black Sweat, simile nella ritmica e nel falsetto a Kiss, e sforando nel già sentito blues di Satisfied. Nel mese di luglio 2006, dopo l'annuncio del divorzio dalla seconda moglie canadese di origine italiana Manuela Testolini, Prince chiude anche il proprio sito www.npgmusicclub.com a causa di problemi di marchi registrati. Nel mese di ottobre, dopo le insistenti notizie che lo vedono protagonista di uno spettacolo al Rio Hotel di Las Vegas, Prince riapre in qualche maniera il sito 3121.com, riportando un'immagine che mostra lo skyline dell'hotel della capitale dell'azzardo americana.
Il 29 settembre 2006 Prince è ospite della sfilata milanese di Donatella Versace per la quale realizza una speciale colonna sonora, contenente i brani Lolita, Black Sweat, Kiss e Shhh!. La sera stessa, sempre a Milano, Prince ha suonato per i Versace in un concerto privato all'interno del nuovo Versace Teatro realizzato nei locali del vecchio Teatro Alcione. Il tutto dopo aver organizzato e annullato nel giro di 24 ore un concerto a sorpresa all'Alcatraz di Milano. A quanto sembra, alla base della cancellazione del concerto ci sarebbero le lamentele della stessa Donatella Versace. Alla fine del mese di gennaio 2007 Prince è ancora protagonista a Las Vegas con il suo show ed annuncia, tramite il proprio sito 3121.com, la pubblicazione su internet del singolo Guitar per il 2 febbraio 2007. Nel mese di maggio 2007, Prince presenta la sua trasferta londinese, dove suonerà per 21 giorni all'O2 Arena. Le serate fruttano un album di live Indigo Nights, pubblicato l'anno seguente. I biglietti, al solito prezzo di 31,21 sterline, vengono messi in vendita su internet ed è talmente alta la richiesta, ottenendo il tutto esaurito, che Prince è obbligato a prevedere altri concerti per il mese di settembre 2007.
A quanto viene detto nel sito ufficiale www.3121.com, i concerti londinesi di Prince rappresenterebbero l'unico evento europeo del 2007. Nel frattempo, durante uno dei soliti spettacoli organizzati all'ultimo minuto Prince viene assalito da una fan che lo manda terra, mettendosi a cavalcioni su di lui. Dopo una serie di speculazioni su sue possibili partecipazioni ad eventi globali o a duetti con Michael Jackson, Prince decide di organizzare una giornata speciale per il giorno 7 luglio 2007 (7/7/07). In questa giornata è prevista la presentazione di un profumo, presso il centro commerciale di Minneapolis Macy's, un'esibizione dal vivo sempre presso il centro commerciale e un concerto la sera stessa. Il profumo che, ovviamente, si chiama 3121 viene realizzato dalla società Revelations Perfume and Cosmetics di Filadelfia. Planet Earth esce nell'estate 2007, pubblicato in Italia il 20 luglio. Viene distribuito gratuitamente ai concerti londinesi. Il singolo Guitar ne è stata un'anteprima. Prince torna a nei negozi attraverso la Columbia/Sony, ma al contempo trova un accordo per distribuire Planet Earth assieme all'edizione domenicale del giornale britannico The Mail per il giorno 15 luglio.
In seguito a questa nuova forma di distribuzione gratuita, il The mail on sunday ha una tiratura di tre milioni di copie, la Sony deciderà di togliere Planet Earth dal mercato britannico. Planet Earth è un disco essenzialmente pop, che appare costruito per il pubblico britannico. Prince cerca di riprendere l'idea che stava dietro ad Around the World in a Day. Alla produzione prendono parte anche Wendy & Lisa, proprio a venti anni dalla loro ultima collaborazione con Prince in Sign o' the times.
Il 5 dicembre 2007, Prince viene condannato in secondo grado da una sentenza della Corte d'Appello di Roma per plagio; la canzone The Most Beautiful Girl in the World, pubblicata nel 1993, fu giudicata identica a Takin' Me to Paradise, scritta dal batterista e compositore Bruno Bergonzi, prodotta dal cantautore Michele Vicino e pubblicata nel 1983; in primo grado, nel 2003, Prince era stato assolto, ma la sua definitiva condanna, emessa dalla Corte di Cassazione di Roma, è arrivata a maggio 2015. La Corte ha anche stabilito definitivamente che a Bergonzi e a Vicino devono essere anche riconosciuti danni morali. La SIAE ha bloccato i proventi del brano The Most Beautiful Girl in the World in tutta l'Unione europea. Il progetto di un film sulla vita di Prince è fermo.

### Anni 2010
Nel 2010 esce 20ten, anche questo con distribuzione legata ad una rivista britannica e senza nessuna diffusione nei negozi, neppure on-line. Ad aprile 2013 pubblica il singolo Fixurlifeup che anticipa l'uscita dell'album Plectrum electrum di prossima uscita. Pubblica poi il brano Da Bourgeoisie e collabora con Janelle Monáe per il nuovo album The Electric Lady. Nel 2014, dopo tre anni di silenzio discografico, escono contemporaneamente due nuove opere, Plectrum Electrum firmato con la banda di appoggio 3rdeyegirl e Art Official Age. Il primo è un disco rock-oriented, il secondo è prevalentemente pop-funk. Art Official Age è il primo disco di Prince non interamente prodotto da lui. L'anno successivo, 2015, escono a sorpresa attraverso la piattaforma Tidal due nuovi album: HITNRUN phase I e HITNRUN phase II.

### Morte

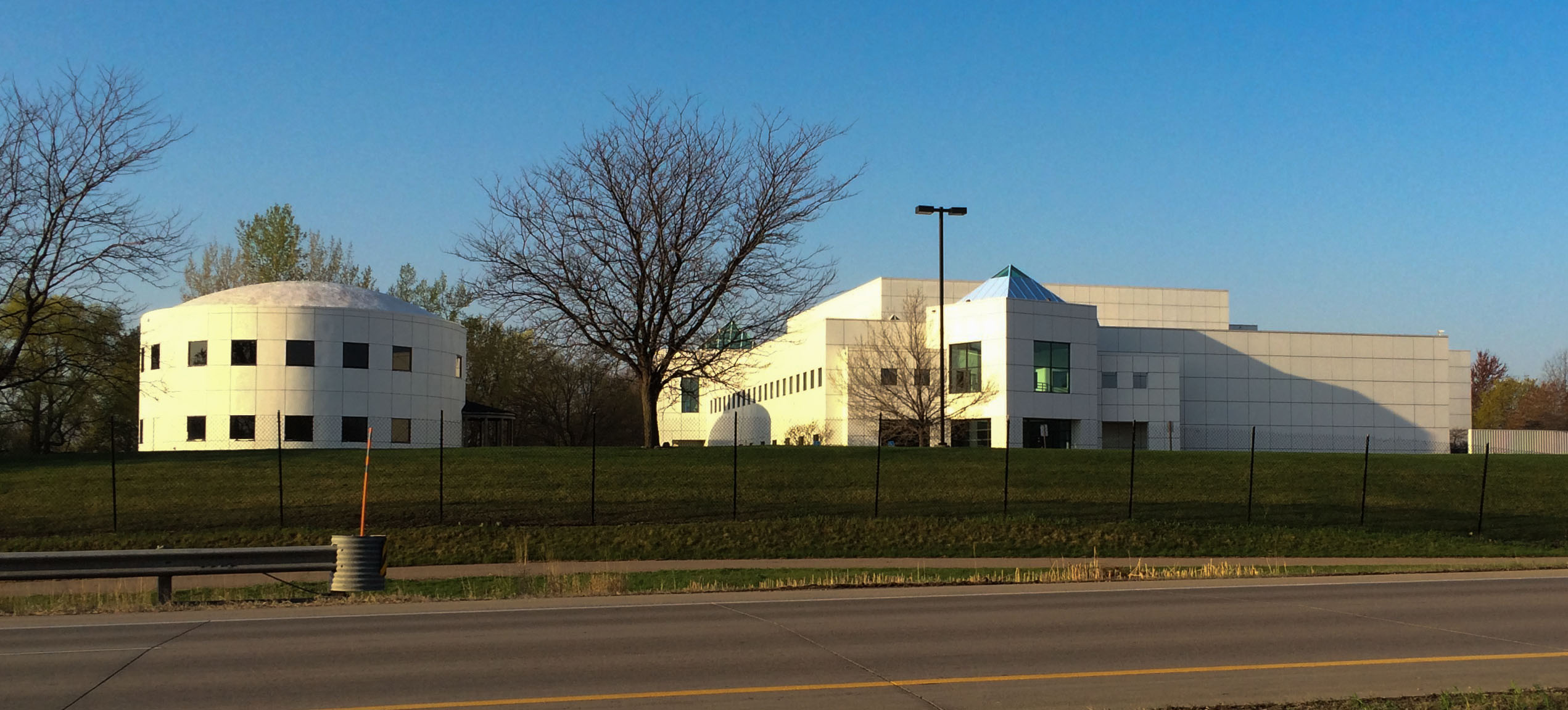
I Paisley Park Studios, la casa e lo studio di registrazione di Prince, dove il cantante è stato trovato senza vita.

Il 21 aprile 2016 Prince viene trovato morto in un ascensore all'interno del complesso di Paisley Park, sua residenza situata a Chanhassen, alle porte di Minneapolis. Aveva 57 anni. Alle 9:43 di quella mattina, come riferito alle autorità locali, l'ufficio dello sceriffo Jim Olson della contea di Carver riceve una chiamata d'emergenza medica presso la struttura dei Paisley Park Studios. I soccorsi arrivano con un'ambulanza qualche minuto dopo, ma i tentativi di rianimazione falliscono; i medici confermano la morte del cantante alle 10:07. I funerali si sono svolti il 15 maggio, in forma strettamente privata, presso la Sala del Regno dei Testimoni di Geova, di cui era membro battezzato da circa 10 anni.
Da una seconda ricostruzione, secondo il sito TMZ che ha divulgato la notizia del decesso, sembra che sei giorni prima della sua morte sia stato sottoposto ad un trattamento urgente (tecnicamente il "save shot") per un'overdose da oppiacei.
Il referto autoptico riporta "overdose accidentale da Fentanyl", un potente antidolorifico utilizzato per lenire il dolore neoplastico, il dolore lombare in gravi patologie osteoartrosiche, il dolore in alcuni casi di neuropatia e di immunodeficienza acquisita. I suoi resti furono in seguito cremati. Il 19 aprile 2018 la procura della contea di Carver, in Minnesota, ha chiuso l'indagine sulla morte del cantante, sancendo che non ci sono prove per determinare chi procurò all'artista gli antidolorifici oppiacei, sotto forma di Percocet contraffatto, combinato con Fentanyl.
Altre ricostruzioni riferiscono che Prince fosse sieropositivo sin dagli anni Novanta e che la morte sia sopraggiunta per un peggioramento delle sue condizioni, sfociate da mesi in AIDS conclamato.
Dopo la morte gli album di Prince hanno rapidamente venduto oltre 7 milioni di copie, rendendolo l'artista musicale con le maggiori vendite in Nord America nel 2016. Nell'ottobre dello stesso anno è stata esposta, nell'atrio del complesso del Paisley Park, un'urna personalizzata, contenente le ceneri di Prince, stampata in 3D a forma della tenuta di Paisley Park.

## Stile musicale
Musicista poliedrico, nei suoi lavori si sentono espliciti riferimenti ad artisti black quali James Brown, Sly & the Family Stone, Earth, Wind & Fire, George Clinton e Stevie Wonder, ma anche musicisti rock come Jimi Hendrix e Frank Zappa. La sua musica coinvolge diversi stili come funk, rock classico e pop, ma spesso si è confrontato anche con il rap e il rock sinfonico, producendo un crossover musicale molto apprezzato da fan e critici. Altre influenze esercitate sul musicista includono il dance rock, la disco music e la musica psichedelica, che ispirò alcune tracce quali Let's Go Crazy da Purple Rain.
Ernesto Assante nel 1985 lo definiva « [...] personaggio assai curioso, molto lontano dalla figura "angelica" e ambigua di Michael Jackson, mentre Prince è decisamente più legato a sentimenti terreni, rispetto a quelli più "divinizzanti" e totalitari del suo rivale più diretto. Soprattutto [...] Prince produce, canta, scrive e suona una musica che pur restando profondamente legata alla tradizione nera ha fatto propri elementi del rock, del funk, del pop, in una miscela urbana, elettrica, nervosa e che, sottilmente, ribadisce costantemente la sua natura nera [...]»

## Progetti postumi

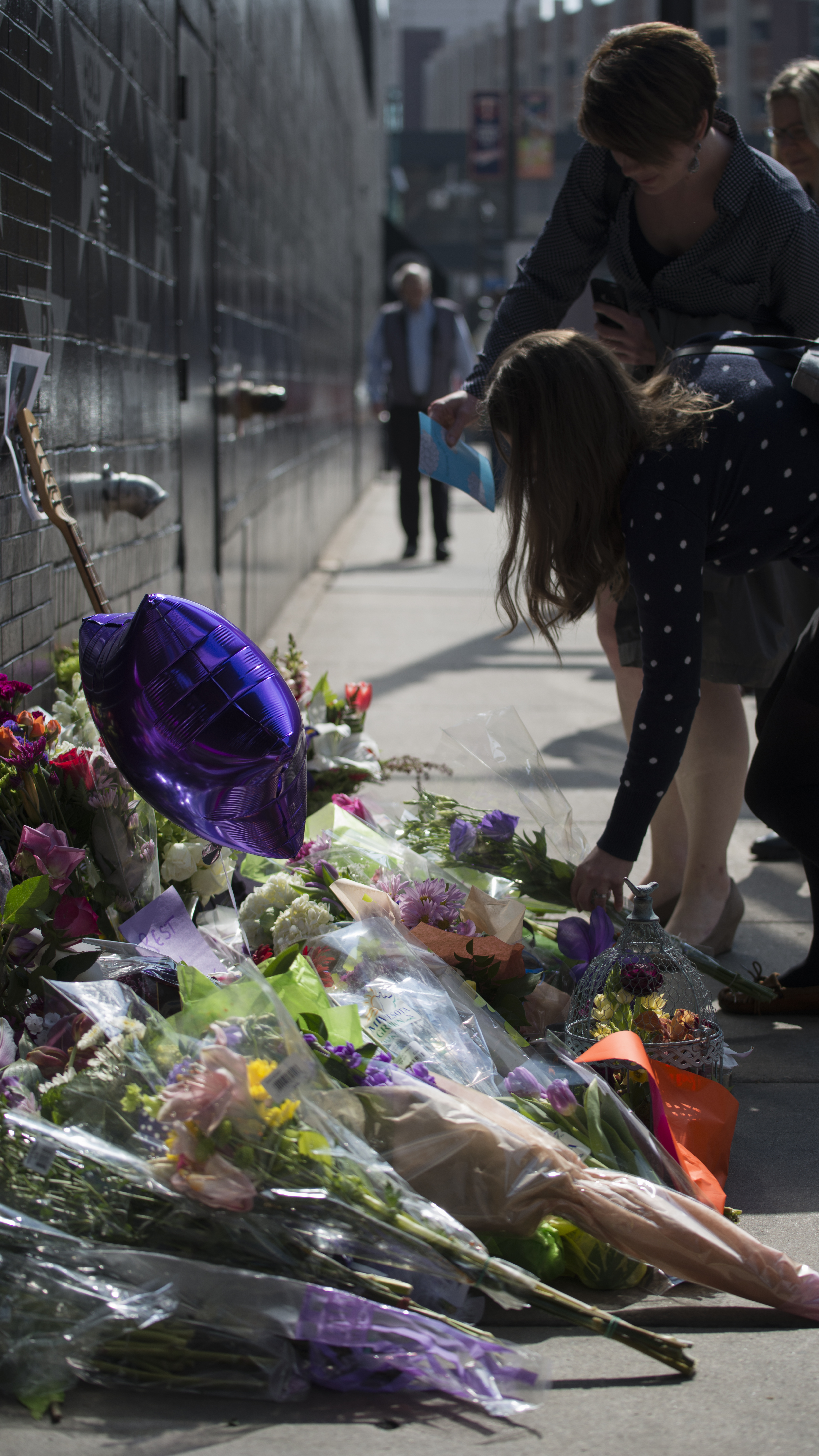
Dopo la sua morte, i fan hanno lasciato fiori, palloncini viola e altri ricordi sotto la stella di Prince dipinta sulla parte anteriore del night club First Avenue di Minneapolis.

Il 21 agosto 2016, Prince è stato inserito nella Rhythm and Blues Music Hall of Fame.
Il primo album pubblicato dopo la morte di Prince è stato un grande album di successo, 4Ever, è uscito il 22 novembre 2016. L'album contiene una canzone inedita Moonbeam Levels, registrata nel 1982 durante le sessions dell'album 1999.
Il 17 agosto 2018, NPG Records ha pubblicato tutti i 23 album post Warner Bros. di Prince digitalmente su piattaforme di streaming come Tidal, Spotify e Apple Music insieme ad un nuovo album di compilation intitolato Anthology: 1995-2010 contenente 37 brani.
Il 21 settembre 2018, l'album Piano and a Microphone 1983 è stato pubblicato su CD, vinile e formati digitali. È il primo album pubblicato dalla proprietà di Prince (The Prince Estate) con materiale proveniente dal suo archivio, the Vault.
Nel novembre 2019 viene pubblicata l'autobiografia incompiuta di Prince, “The Beautiful Ones”, con prefazione a cura di Dan Piepenbring ed edito da Spiegel & Grau (edizione Italiana tradotta da Andrea Silvestri ed edita da Harper Collins).
Il 30 luglio 2021 viene pubblicato il primo album di inediti postumo, Welcome 2 America.

## Riconoscimenti
È stato inserito nella Rock and Roll Hall of Fame nel 2004, nella UK Music Hall of Fame nel 2006 e nella Rhythm and Blues Music Hall of Fame nel 2016. Ha vinto 7 Grammy Awards su 38 candidature, quattro MTV Music Awards ed un Oscar, per la colonna sonora di Purple Rain. Questa pellicola è stata scelta per la conservazione nel National Film Registry della Biblioteca del Congresso degli Stati Uniti perché “culturalmente, storicamente ed esteticamente significativa”. Nel 2018, a due anni dalla sua scomparsa, l’Università del Minnesota gli conferisce la laurea ad honorem in scienze umanistiche.

## Discografia

### Album in studio
- 1978 – For You
- 1979 – Prince
- 1980 – Dirty Mind
- 1981 – Controversy
- 1982 – 1999
- 1984 – Purple Rain
- 1985 – Around the World in a Day
- 1986 – Parade
- 1987 – Sign o' the Times
- 1988 – Lovesexy
- 1989 – Batman
- 1990 – Graffiti Bridge
- 1991 – Diamonds and Pearls
- 1992 – Love Symbol Album
- 1993 -- The Hits/The B-sides
- 1994 – Come
- 1994 – The Black Album
- 1995 – The Gold Experience
- 1996 – Chaos and Disorder
- 1996 – Emancipation
- 1998 – Newpower Soul
- 1998 – Crystal Ball / The Truth
- 1999 – The Vault: Old Friends 4 Sale
- 1999 – Rave Un2 the Joy Fantastic
- 2001 – The Rainbow Children
- 2002 – One Nite Alone...
- 2003 – Xpectation
- 2003 – N.E.W.S
- 2004 – The Chocolate Invasion
- 2004 – The Slaughterhouse
- 2004 – Musicology
- 2006 – 3121
- 2007 – Planet Earth
- 2009 – Lotusflow3r
- 2010 – 20Ten
- 2014 – Plectrumelectrum
- 2014 – Art Official Age
- 2015 – HITnRUN Phase One
- 2016 – HITnRUN Phase Two

Pubblicazioni postume:
- 2018 – Piano and a Microphone 1983
- 2019 – Originals
- 2021 – Welcome 2 America

## Filmografia

### Cinema
- Purple Rain (1984): Attore e compositore
- Under the Cherry Moon (1986): Attore, scrittore, compositore e regista
- Sign o' the Times (1987): Compositore, Performer e regista
- Graffiti Bridge (1990): Attore, scrittore, compositore e regista
- 3 Chains o' Gold (1994): Attore, scrittore, compositore e regista

### Televisione
- Muppets Tonight – serie TV, Episodio 11 (1997)
- New Girl – serie TV, episodio 3x14 (2014)

### Composizioni per il cinema
- Le mille luci di New York (1988): Compositore della canzone: Good Love
- Batman (1989): Compositore
- Un eroe fatto in casa (Blankman) (1994): Compositore della canzone: Super Hero
- Showgirls (1995): Compositore della canzoni: Ripopgodazippa, 319
- Girl 6 - Sesso in linea (1996): Compositore
- Bamboozled (2000): Compositore e Performer: 2045 Radical Man
- Happy Feet (2006): Compositore della canzone: Song of the Heart